# Salmo 27

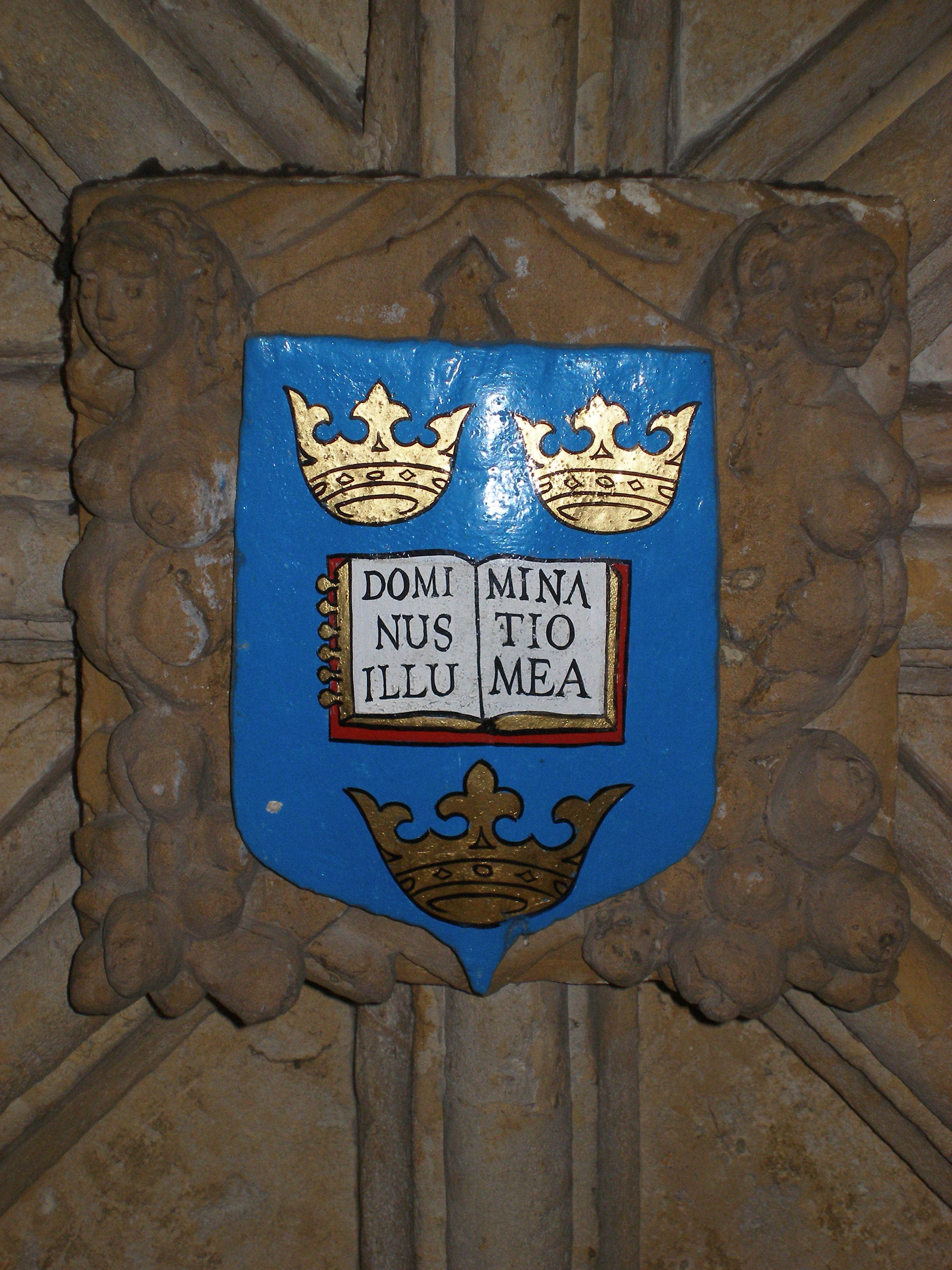
Lo stemma dell'università di Oxford, col motto latino Dominus illuminatio mea, tratto dal primo versetto del salmo.

Il salmo 27 (26 secondo la numerazione greca) costituisce il ventisettesimo capitolo del Libro dei salmi.
È tradizionalmente attribuito al re Davide. È utilizzato dalla Chiesa cattolica nella liturgia delle ore.
Il suo incipit in latino, Dominus illuminatio mea, è usato come motto dall'università di Oxford.